# Steve Billirakis
Steve Billirakis (23 mei 1986, Hampshire, Illinois) is een professionele Amerikaanse pokerspeler. Hij speelt online onder het pseudoniem 'MrSmokey1'.

## Biografie
Billirakis won het eerste toernooi van de World Series of Poker 2007 ($5,000 World Championship Mixed Hold'em Limit/No-Limit) door Greg Mueller te verslaan. Billirakis won $536,287 en werd de jongste winnaar van een WSOP armband, elf dagen na zijn 21e verjaardag. De vorige recordhouder was Jeff Madsen die het record een jaar daarvoor behaalde. Het record van Billirakis werd verbroken op 10 september 2007 door Annette Obrestad met het winnen van het Main Event van de World Series of Poker Europe. Voor dit evenement had Billirakis nog nooit Limit Hold'em gespeeld; zijn vrienden gaven hem een spoedcursus in de dagen voor het toernooi.
Billirakis begon aan de finaletafel als een van de short stacks maar bij de laatste hand was Mueller short-stacked en Mueller callde de big blind met 5♦ 4♦. Billirakis met K♠ 2♦ raisde Mueller die vervolgens all-in ging. De board was J♦ Q♥ 2♠ 8♥ Q♠ waardoor Billirakis won met twee paar (vrouwen en tweeën).
Billirakis won tot en met juli 2015 meer dan $2.800.000,- in (live)toernooien.

## World Series of Poker bracelets
| Jaar                              | Toernooi                            | Prijs      |
| --------------------------------- | ----------------------------------- | ---------- |
| World Series of Poker 2007        | $5.000 Mixed Hold'em Limit/No-Limit | $536.287,- |
| World Series of Poker Europe 2011 | €5.300 Pot Limit Omaha              | €238.140,- |